# کاستل دی مور
کاستل دی مور (به اسپانیایی: Castell de Mur) یک منطقهٔ مسکونی در اسپانیا است که در پالارز جوسا واقع شده‌است. کاستل دی مور ۶۲٫۴ کیلومتر مربع مساحت دارد.